# Марш рыбаков
«Марш рыбаков» (порт. Marchа dos Реsсаdores) — песня бразильского композитора Доривала Каимми.

## История
Песня «Марш рыбаков» была написана в 1957 году бразильским композитором Доривалом Каимми как одна из тем его 9-минутной «Рыбацкой сюиты» (порт. Suitе dos реsсаdores), известной также как «Рыбацкая история» (порт. História dos pescadores).
В 1965 году песня была исполнена Нарой Леан и в составе «Рыбацкой сюиты» появилась в её альбоме O Canto Livre de Nara.
В 1971 году песня вошла в саундтрек американского фильма «Генералы песчаных карьеров» (режиссёр Холл Бартлетт), в котором автор песни исполнил одну из ролей.

### В СССР
Фильм «Генералы песчаных карьеров» не снискал той популярности на родине — в США, какую обрёл в Советском Союзе, где он был разрешён к показу и вышел в широкий прокат благодаря своей антикапиталистической направленности. Большое впечатление на советских зрителей произвела заглавная песня «Marchа dos Реsсаdores», слова и ноты которой были опубликованы в журнале Ровесник под заголовком «Песня из кинофильма „Генералы песчаных карьеров“».
По словам журналиста Сергея Комарицына, в СССР песня обрела новую жизнь, когда появилась её русская версия, автором текста которой стал поэт и джазовый музыкант Юрий Цейтлин. Текст Цейтлина не имеет отношения к оригиналу и привязан к содержанию фильма: он представляет собой не монолог рыбака, а обращение беспризорника к благополучным гражданам с жалобой на свою судьбу. В этом варианте песня исполнялась в 1970-е годы вокальным квартетом «Аккорд», а затем и другими исполнителями. В конце 1990-х годов она вновь обрела популярность после исполнения группой «Несчастный случай» в фильме «Старые песни о главном 3».
Существуют и другие переводы, которые в большей степени соответствуют сюжету — в частности тот, в котором основу текста составляет смерть девушки Доры («Печально чайки за кормой кричат»); они получили распространение прежде всего как дворовые песни.
Оригинальную версию песни (на стихи, не связанные напрямую с сюжетом фильма) под названием «Воспоминания» исполнял в своё время Аркадий Северный. Русскоязычную версию песни исполняла также югославская певица Ваня Стойкович.
В 2014 году был сделан первый достаточно точный поэтический перевод с португальского языка песни, звучащей в фильме. Автор перевода — Маргарита Сливняк (см. ссылку[где?]). В 2020 году его исполнила Елена Виноградова.

## Оригинальный текст и перевод на русский язык
В оригинале текст представляет собой песню рыбака, отправляющегося в море и обращающегося к своей жене:
| Оригинал | Поэтический перевод | Оригинал | Поэтический перевод (Маргарита Сливняк) |
| --- | --- | --- | --- |
| Minha jangada vai sair pro mar, Vou trabalhar, meu bem querer, Se Deus quiser quando eu voltar do mar Um peixe bom eu vou trazer. Meus companheiros também vão voltar E a Deus do céu vamos agradecer. | Моя жангада уплывает вдаль. Судьба моя, ты так трудна! Я верю — скроется на дне печаль, Но я боюсь — всплывёт со дна. И об одном прошу, о боже мой — Пусть будут все мои друзья со мной. | Minha jangada vai sair pro mar, Vou trabalhar, meu bem querer, Se Deus quiser quando eu voltar do mar Um peixe bom eu vou trazer. Meus companheiros também vão voltar E a Deus do céu vamos agradecer. Adeus, adeus, Pescador não se esqueça de mim. Vou rezar pra ter bom tempo, meu bem, Pra não ter tempo ruim. Vou fazer sua caminha macia Perfumada de alecrim. A estrela d’alva me acompanha Iluminando o meu caminho Eu sei que nunca estou sozinho Pois tem alguém que Está pensando em mim Minha jangada vai sair pro mar, Vou trabalhar, meu bem querer, Se Deus quiser quando eu voltar do mar Um peixe bom eu vou trazer. Meus companheiros também vão voltar E a Deus do céu vamos agradecer. | Моя жангада в море выйдет вновь, На тяжкий труд, моя любовь. О, я вернусь, если позволит Бог И привезу большой улов. Молитву Богу вознесём душой За то, что с моря нас вернул домой. Молиться буду за тебя всегда Чтоб тихою была волна, Чтобы не тронула тебя беда, И лодка чтоб была полна. Чтобы не тронула тебя беда, И рыбой лодка чтоб была полна. Над головой рассветная звезда Путь осветит мне в темноте. Я одинок не буду никогда, Ведь думаешь ты обо мне. Я одинок не буду никогда, Ведь думаешь ты дома обо мне. Моя жангада в море выйдет вновь, На тяжкий труд, моя любовь. О, я вернусь, если позволит Бог И привезу большой улов. Молитву Богу вознесём душой За то, что с моря нас вернул домой. |

В Suitе dos реsсаdores следующий фрагмент поёт женский голос:
| Оригинал | Дословный перевод |
| --- | --- |
| Adeus, adeus, Pescador não se esqueça de mim. Vou rezar pra ter bom tempo, meu bem, Pra não ter tempo ruim. Vou fazer sua caminha macia Perfumada de alecrim. | Прощай, прощай, Рыбак, не забывай меня. Я буду молиться, чтобы стояла хорошая погода, Чтобы не было плохой погоды. Я приготовлю твою мягкую постель, Благоухающую розмарином. |

## Отзывы
В предисловии к роману «Капитаны песка» переводчица Елена Белякова писала:

А какая в этом фильме музыка! Поют на незнакомом языке, но, кажется, каждое слово понятно, и самые чуткие душевные струны отзываются ей, и уже в самом сердце звучит эта печальная и мужественная мелодия:
«Моя жангада уплывает вдаль,

Судьба моя, ты так трудна…»
(Позднее я узнала, что автор этой и других песен из кинофильма — друг Жоржи Амаду, Доривал Каимми, который, кстати, сыграл роль Жоана де Адама).